# Timana perlimbata
Timana perlimbata är en fjärilsart som beskrevs av Achille Guenée 1857. Timana perlimbata ingår i släktet Timana och familjen mätare. Inga underarter finns listade i Catalogue of Life.